# カルロス・アルベルト・ソーザ・ドス・サントス
サントスことカルロス・アルベルト・ソーザ・ドス・サントス（Carlos Alberto Souza dos Santos、1960年12月9日 - ）は、ブラジル・ゴイアス州出身の元サッカー選手、サッカー指導者。現役時代のポジションはMF（ボランチ）。

## 経歴

### アントラーズ
ボタフォゴではキャプテンを務めていたが、ジーコの少ない運動量をカバーしサポート出来る存在として1992年に鹿島アントラーズに加入した。1993年5月29日のガンバ大阪戦でJリーグ初ゴール、6月5日横浜マリノス戦、6月23日ヴェルディ川崎戦、6月26日ガンバ大阪戦 でそれぞれゴールを決め、アルシンドと並びチームのファーストステージ優勝の最大の立役者となった。リーグ戦では年間32試合8ゴールを決め、初代Jリーグベストイレブンに選出された。アントラーズではジーコ不在時にキャプテンを務めた。同年7月17日にはＪリーグオールスターサッカーに先発出場した。1994年5月18日、第17節の名古屋グランパスエイト戦でのゴールはアントラーズのJリーグ通算100ゴール目のメモリアルゴールとなった。1995年シーズンのアントラーズは、これまで在籍していたレオナルドに加え、ジョルジーニョを獲得、更にセカンドステージからモーゼル、マジーニョが加わることになると戦力外通告を受け、退団が決まった中、鹿島ホームでのファーストステージ最終戦となった、7月19日のベルマーレ平塚戦ではPKで得点を挙げ、鹿島でのラストを飾った。

### エスパルス
元アントラーズ監督で当時清水エスパルスの監督を務めていた、宮本征勝が獲得を希望し、エスパルスへ移籍、5シーズン半プレーした。1996年にはリーグカップ決勝のヴェルディ川崎戦では前半に1ゴールを決め、PK戦でもPKを成功させて勝利、清水の初タイトルとなるナビスコ杯優勝に貢献し、 ナビスコ杯最優秀選手賞を受賞した。1998年も安定してプレーで週刊サッカーマガジン選出の年間ベストイレブンに選出された。1999年はセカンドステージ制覇に貢献したが、チャンピオンシップ、ジュビロ磐田との第2戦の延長PK戦でファビーニョと共にPKを失敗、チームは年間優勝を逃した。2000年、アジアカップウィナーズカップで優勝、この年のリーグカップ2回戦のヴィッセル神戸戦の第2戦では、スティーブ・ペリマン監督からFWとして起用され、2得点を決めたこともあった。在籍中、2023年シーズンまでにチームに在籍した外国人選手とては最多となる160試合に出場した。

### その後
2001年からはヴィッセル神戸で1シーズンプレー、41歳まで現役を続け、2009年に三浦知良に塗り替えられるまでJリーグ最年長の記録だった。Jリーグ通算265試合33ゴール、Jリーグカップでは55試合10ゴールの成績を残した。2003年にザスパ草津でプレーし、JFL昇格に貢献し引退。同年には長年に渡るJリーグへの功績が評価され、Jリーグ功労選手賞を受賞した。
引退後は清水エスパルスやアルビレックス新潟のコーチを歴任した。2017年以降は、リオデジャネイロのセッチ・ジ・アブリウで監督を務めていて、ブラジルサッカー連盟の公式ライセンスであるAライセンスも取得している。夢は日本のクラブで監督を務めることだとしている。

## プレイスタイル等
鹿島では、ややジーコやアルシンドの影に隠れがちであったが、驚異的なまでの運動量で幅広くピッチを動き、攻守に渡ってチームを献身的に支えた。ボランチとして隙がなく、DF陣全体をコントロールするなど、キャプテンシーにも優れ、鉄人と呼ばれていた。
鉄人という名称で呼ばれていたことについて、その名称は自分のプレースタイルから来たのだと思うが、鉄人という名前を付けて用いてくれた人のおかげで、より鉄人らしく強くなれた、初めに鉄人という名称を使ってくれた人に会ってみたいと、エスパルス30周年記念本のインタビューで語っていた。

## 所属クラブ
- 1981年 - 1986年  ゴイアスEC
- 1987年  GEノヴォリゾンチーノ
- 1987年 - 1989年  ボタフォゴFR
- 1989年 - 1992年  CAカステロ・ブランコ（ポルトガル語版）
- 1992年 - 1995年  鹿島アントラーズ
- 1995年8月 - 2000年  清水エスパルス
- 2001年  ヴィッセル神戸
- 2003年  ザスパ草津

## 個人成績
| 国内大会個人成績 | 国内大会個人成績   | 国内大会個人成績 | 国内大会個人成績 | 国内大会個人成績             | 国内大会個人成績 | 国内大会個人成績 | 国内大会個人成績 | 国内大会個人成績 | 国内大会個人成績 | 国内大会個人成績 | 国内大会個人成績 |
| 年度             | クラブ             | 背番号           | リーグ           | リーグ戦                     | リーグ戦         | リーグ杯         | リーグ杯         | オープン杯       | オープン杯       | 期間通算         | 期間通算         |
| 年度             | クラブ             | 背番号           | リーグ           | 出場                         | 得点             | 出場             | 得点             | 出場             | 得点             | 出場             | 得点             |
| ブラジル         | ブラジル           | ブラジル         | ブラジル         | リーグ戦                     | リーグ戦         | ブラジル杯       | ブラジル杯       | オープン杯       | オープン杯       | 期間通算         | 期間通算         |
| ---------------- | ------------------ | ---------------- | ---------------- | ---------------------------- | ---------------- | ---------------- | ---------------- | ---------------- | ---------------- | ---------------- | ---------------- |
| 1981             | ゴイアス           |                  | セリエA          |                              |                  |                  |                  |                  |                  |                  |                  |
| 1982             | ゴイアス           |                  | セリエA          |                              |                  |                  |                  |                  |                  |                  |                  |
| 1983             | ゴイアス           |                  | セリエA          |                              |                  |                  |                  |                  |                  |                  |                  |
| 1984             | ゴイアス           |                  | セリエA          |                              |                  |                  |                  |                  |                  |                  |                  |
| 1985             | ゴイアス           |                  | セリエA          |                              |                  |                  |                  |                  |                  |                  |                  |
| 1986             | ゴイアス           |                  | セリエA          |                              |                  |                  |                  |                  |                  |                  |                  |
| 1987             | ノヴォリゾンチーノ |                  | SP州選手権       |                              |                  |                  |                  |                  |                  |                  |                  |
| 1987             | ボタフォゴ         |                  | セリエA          |                              |                  |                  |                  |                  |                  |                  |                  |
| 1988             | ボタフォゴ         |                  | セリエA          |                              |                  |                  |                  |                  |                  |                  |                  |
| 1989             | ボタフォゴ         |                  | セリエA          |                              |                  |                  |                  |                  |                  |                  |                  |
| 1989             | カステロ・ブランコ |                  | RJ州選手権       |                              |                  |                  |                  |                  |                  |                  |                  |
| 1990             | カステロ・ブランコ |                  | RJ州選手権       |                              |                  |                  |                  |                  |                  |                  |                  |
| 1991             | カステロ・ブランコ |                  | RJ州選手権       |                              |                  |                  |                  |                  |                  |                  |                  |
| 1992             | カステロ・ブランコ |                  | RJ州選手権       |                              |                  |                  |                  |                  |                  |                  |                  |
| 日本             | 日本               | 日本             | 日本             | リーグ戦                     | リーグ戦         | リーグ杯         | リーグ杯         | 天皇杯           | 天皇杯           | 期間通算         | 期間通算         |
| 1992             | 鹿島               | -                | J                | -                            | -                | 10               | 3                | 3                | 2                | 13               | 5                |
| 1993             | 鹿島               | -                | J                | 32                           | 8                | 6                | 0                | 5                | 0                | 43               | 8                |
| 1994             | 鹿島               | -                | J                | 22                           | 4                | 1                | 1                | 1                | 0                | 24               | 5                |
| 1995             | 鹿島               | -                | J                | 25                           | 5                | -                | -                | -                | -                | 25               | 5                |
| 1995             | 清水               | -                | J                | 18                           | 3                | -                | -                | 1                | 0                | 19               | 3                |
| 1996             | 清水               | -                | J                | 27                           | 1                | 15               | 1                | 3                | 0                | 45               | 2                |
| 1997             | 清水               | 5                | J                | 31                           | 3                | 6                | 0                | 3                | 3                | 40               | 6                |
| 1998             | 清水               | 5                | J                | 30                           | 4                | 5                | 1                | 4                | 2                | 39               | 7                |
| 1999             | 清水               | 5                | J1               | 27                           | 1                | 4                | 0                | 3                | 0                | 34               | 1                |
| 2000             | 清水               | 5                | J1               | 27                           | 4                | 5                | 4                | 5                | 1                | 37               | 9                |
| 2001             | 神戸               | 4                | J1               | 26                           | 0                | 3                | 0                | 0                | 0                | 29               | 0                |
| 2003             | 草津               | 8                | 関東2部          | 6                            | 0                | -                | -                | 1                | 0                | 7                | 0                |
| 通算             | ブラジル           | ブラジル         | セリエA          | \|\|\|\|\|\|\|\|\|\|\|\|\|\| |                  |                  |                  |                  |                  |                  |                  |
| 通算             | ブラジル           | ブラジル         | SP州選手権       | \|\|\|\|\|\|\|\|\|\|\|\|\|\| |                  |                  |                  |                  |                  |                  |                  |
| 通算             | ブラジル           | ブラジル         | RJ州選手権       | \|\|\|\|\|\|\|\|\|\|\|\|\|\| |                  |                  |                  |                  |                  |                  |                  |
| 通算             | 日本               | 日本             | J1               | 265                          | 33               | 55               | 10               | 28               | 8                | 348              | 51               |
| 通算             | 日本               | 日本             | 関東2部          | 6                            | 0                | -                | -                | 1                | 0                | 7                | 0                |
| 総通算           | 総通算             | 総通算           | 総通算           | \|\|\|\|\|\|\|\|\|\|\|\|\|\| |                  |                  |                  |                  |                  |                  |                  |

その他の公式戦
- 1993年
  - Jリーグチャンピオンシップ 2試合0得点
- 1996年
  - サントリーカップ 1試合0得点
- 1999年
  - スーパーカップ 1試合0得点
  - Jリーグチャンピオンシップ 2試合0得点

## タイトル

### チーム
アントラーズ
- Jリーグ1stステージ優勝 : 1993

エスパルス
- Jリーグカップ : 1996
- アジアカップウィナーズカップ : 2000

### 個人
- 1993年 Jリーグベストイレブン
- 1996年 ナビスコ杯 最優秀選手
- 2000年 清水エスパルス栄誉賞
- 2002年 Jリーグ功労選手賞

## 代表歴
- ブラジルA代表 1991年[24]

## 指導歴
- ザスパ草津選手兼コーチ(日本) 2003年
- エスタシオ大学サッカー部監督（ブラジル）2004年
- 清水エスパルスヘッドコーチ（日本）2005年
- アルビレックス新潟コーチ (日本) 2011年
- アングラ・ドス・レイスEC監督（ブラジル） 2015年
- 7 de Abril監督（ブラジル） 2017年 -